# Ernest Herz
Ernest Herz (fl. XX secolo) è stato un pattinatore artistico su ghiaccio austriaco. Ha vinto il bronzo nel 1909 al Campionato mondiale e un oro (1908), un argento (1907) e un bronzo (1906) al Campionato europeo.

## Palmarès
| Internazionali       | Internazionali | Internazionali | Internazionali | Internazionali |
| Evento               | 1906           | 1907           | 1908           | 1909           |
| -------------------- | -------------- | -------------- | -------------- | -------------- |
| Campionati mondiali  |                |                |                | 3°             |
| Campionati europei   | 2°             | 3°             | 1°             |                |
| Nazionali            |                |                |                |                |
| Campionati austriaci |                | 1°             |                |                |